# Овочева ікра

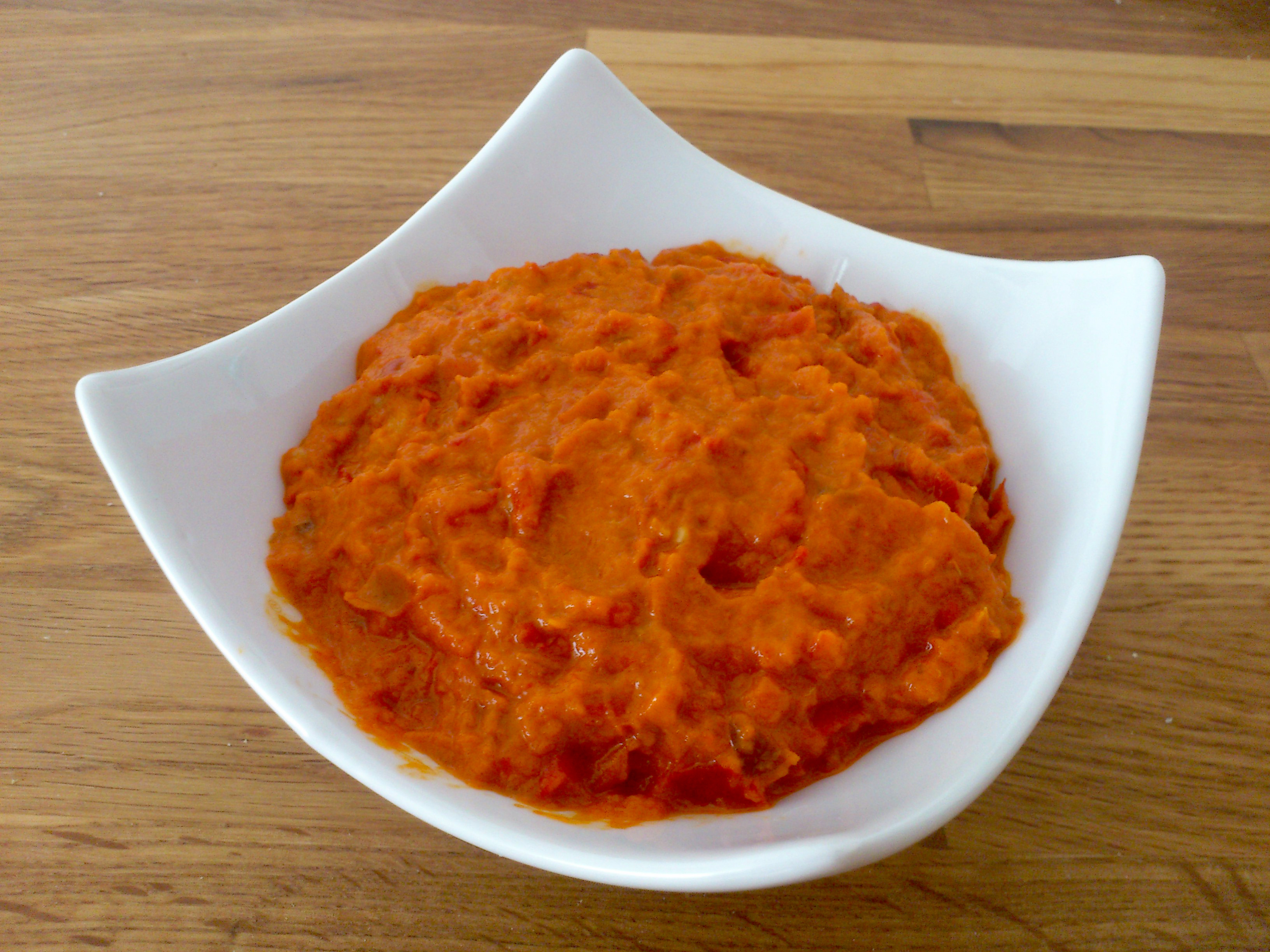
Айвар

Овочева ікра — холодна страва (тип салату) зі змелених до кашкоподібного стану овочів або грибів. Відома ікра з баклажанів, кабачків, томатів, буряка і т.ін. Способи виготовлення найрізноманітніші. Зазвичай до варених та посічених або перемелених на м'ясорубці овочів додають також подрібнені ріпчасту цибулю, яблука, моркву, сіль, перець, рослинну олію та оцет, іноді просмажують чи тушкують.